# بوستان لتنا

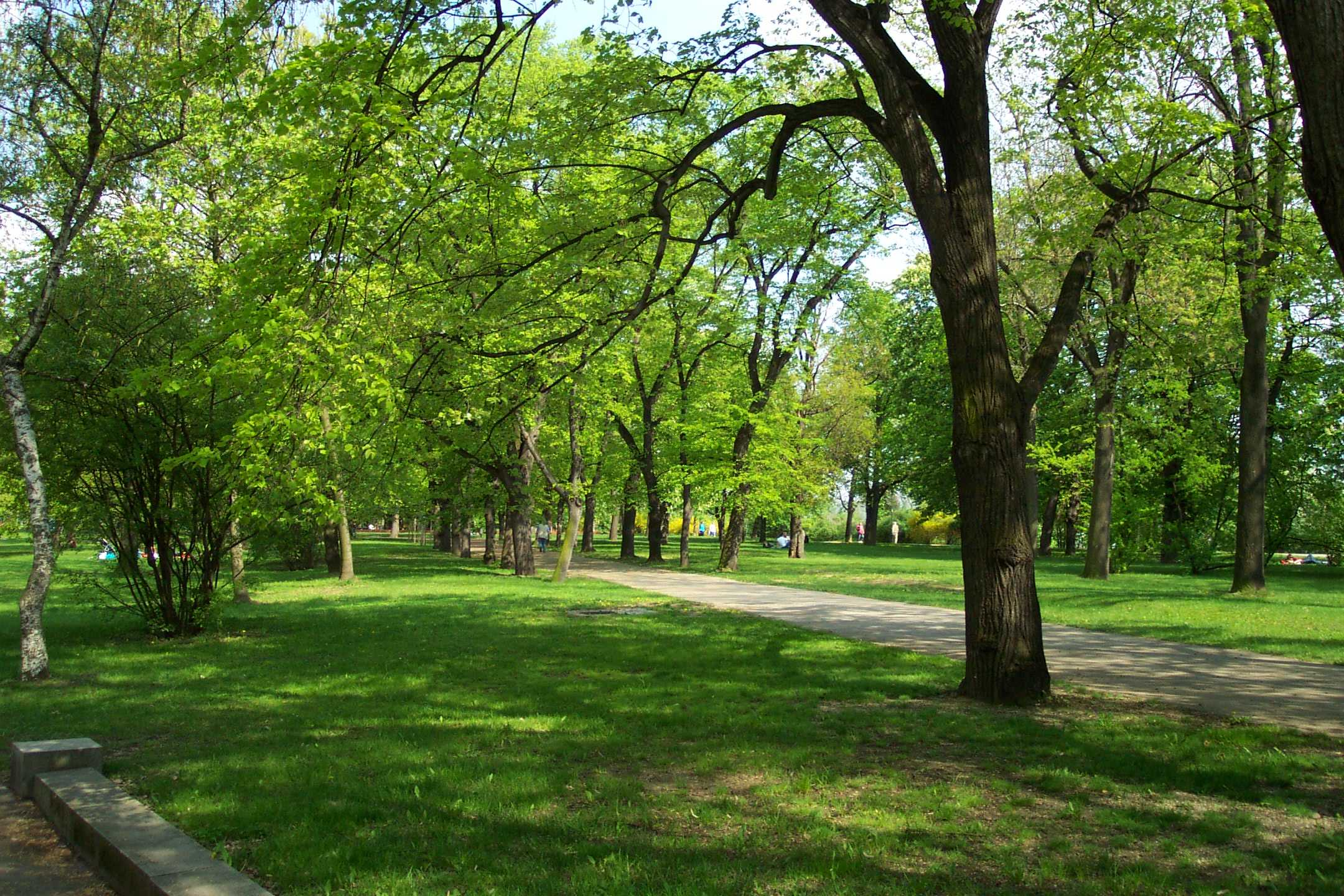
نمایی از بوستان لتنا.

بوستان لِتنا یا پارک لِتنا (به چکی: Letenské sady)، یکی از بوستان‌های مهم شهر پراگ است. بوستان لتنا در ناحیه مُشر ف به رودخانه ولتاوا و بر روی تپه‌ای به همین نام که مُشرف به شهر قدیمی پراگ است، واقع شده‌است. بوستان لتنا که در اصل "کمپ تابستانی" یا "جایی برای حمام آفتاب" نامیده میشد، اهمیت خود را در قرون وسطی بدست آورد.

## تاریخچه
از سال ۱۹۵۵ تا ۱۹۶۲ میلادی، تندیس عظیم یادبود ژوزف استالین، اثر  اُتاکار شوِتس در محل پارک لِتنا قرار داشت.